# Василевка (Киевская область)
Василевка (укр. Василівка) — село, входит в Фастовский район Киевской области Украины.
Население по переписи 2001 года составляло 15 человек. Почтовый индекс — 08511. Телефонный код — 4565. Занимает площадь 0,22 км². Код КОАТУУ — 3224980802.

## Местный совет
08511, Київська обл., Фастівський р-н, с.Великі Гуляки, вул.Леніна,1